# Albaricate
 (janvier 2024).
Albaricate est un groupe de musique rennais créé en juillet 2014 mêlant chanson française et langue des signes (LSF). Il est composé de Samuel Genin (guitare, voix, harmonica) et Clémence Colin (chansigne).

## Histoire
Albaricate nait de la rencontre de Samuel Genin et Clémence Colin. Évoluant tous deux dans leurs domaines respectifs avant leur collaboration, ils donnent leur premier concert en juillet 2014 à Rennes, au bar l'Artiste Assoiffé. Devant la bonne réception du public, ils décident de continuer.
En 2016, ils rencontrent Matthieu Penchinat au Festival d'Avignon, qui deviendra leur metteur en scène pour leurs spectacles.
En 2018, ils créent un deuxième spectacle, Ulysse, Maudit Sois-Tu, où ils retracent et adaptent l'Odyssée.
En 2021, ils créent un troisième spectacle, Impasse des Cormorans. En 2025, le duo fait une série de concerts en hommage à Anne Sylvestre.

## Spectacles
- 2014 : Chansons pour les Yeux et les Oreilles
- 2018 : Ulysse, Maudit Sois-Tu
- 2021 : Impasse des Cormorans